# 黄立夫
黄立夫（1911年—1985年3月），山东莱阳市高格庄镇南高格庄村人。中华人民共和国政治人物。

## 生平
1938年参加革命，同年3月入党，历任中共莱阳三区区委书记、中共莱东县委宣传部长。1947年9月，以副书记代理中共莱阳县委。1948年3月，转任书记。中华人民共和国成立后，先后任中共黄县县委书记；山东省监察委员会秘书室副主任、主任。中共山东省委纪律检查委员会处长、副秘书长。中共山东省委监察委员会专职委员、山东省水产厅厅长和党组书记等职。1985年3月病逝，终年74岁。